# الاثني عشر (مسلسل)
الاثني عشر (بالكورية:트웰브) هو مسلسل تلفزيوني خارق خيالي كوري جنوبي قادم، ومن بطولة ما دونغ سوك، بارك هيونغ سيك، سيو إن جوك، سونغ دونغ إيل، لي جو بين، كو كيو بيل، كانغ مي نا، سونغ يو-بين، آهن جي هي، ريجينا لي. ومن المقرر أن يعرض على قناة كي بي إس 2 في 23 أغسطس 2025 وسيبث فترة السبت والاحد الساعة 09:20 بتوقيت (KST) وسيكون متاحاً على ديزني+ دولياً.

## القصة
تدور أحداث المسلسل حول الملائكة الاثني عشر ونضالاتهم لحماية شبه الجزيرة الكورية من الأرواح الشريرة.

## طاقم
- ما دونغ-سيوك في دور تاي-سان[4]

ملاك يرمز للنمر، يحمي العالم بقوة مطلقة وهو قائد الملائكة الاثني عشر. يدفن الملائكة الأربعة الذين يرمزون إلى البقرة والأرنب والغنم والدجاجة الذين تم التضحية بهم في معركة سابقة في أعماق قلبه، ويعيش في عالم البشر بينما يخفي هويته.
- بارك هيونغ سيك في دور او-جوي[4]

روح شريرة تواجه الملائكة بقوة لا ترحم.
- سيو إن جوك في دور وون-سونغ[4]

ملاك يرمز للقرد، وهو رجل سريع البديهة وذكي يحلم بأن يصبح الزعيم التالي بعد تايسان.
- سونغ دونغ إيل في دور ما روك[4]

الإنسان الوحيد الذي يتمتع بقدرات خاصة اختاره الله ومدير الملائكة الاثني عشر. يبقى بجانب الملائكة ويساعدهم في حماية العالم البشري.
- لي جو بن في دور مير[4]

ملاك ترمز إلى التنين، تعيش بقواها الخاصة المختومة مع الأرواح الشريرة في معركة منذ آلاف السنين.
- كو كيو بيل في دور دون يي[4]

ملاك يرمز إلى الثعبان الذي يعمل كممرض في عيادة طبية كورية لمساعدة بانج وول. لديه حركات جسم رشيقة عند القتال.
- كانغ مي نا في دور كانغ جي[4]

ملاك ترمز للكلب، فهي رشيقة كالكلب المقاتل عندما تقاتل ولديها قلب دافئ لا يتخلى أبدًا عن رغبته في حماية البشر.
- سونغ يو-بين في دور جويدول[4]

ملاك يرمز للفأر، يتمتع بحكمة سريعة تلعب دورًا لا غنى عنه في أنشطة الملائكة.
- آهن جي هي في دور مال-سوك[4]

ملاك يرمز للحصان.
- ريجينا لي في دور بانج وول[4]

ملاك ترمز للثعبان، وهي طبيبة في الطب الشرقي تعالج جميع أمراض البشر بتقنيات طبية متوارثة من العصور القديمة.

## الإنتاج

### ينتج
المسلسل من إخراج كانغ داي-غيو، من أعماله فيلما "هارموني" (2010) و"باون" (2020). بجانب هان يون-سون، وكتبه كيم بونغ-هان بجانب الممثل ما دونغ سوك. ومن تخطيط استوديو اكس بلس يو التابع لي (LG) وانتاجه من قبل شركة كونتنت جي وبيج بنش بيكتشرز ونوفا فيلم وشركة كي بي اس مونستر يونين وذا كونتنت أون. وفقا لصحيفة "تن اسيا" انه هذا العمل سيكون أكبر تكلفة إنتاجية مقارنة مع دراما الاربعاء والخميس لقناة KBS.
في 8 اغسطس 2025 ، تم تاكيد مشاركة المغني والممثل سيو ان جوك كمدير ومؤلف موسيقي للمسلسل بجانب الملحن هوانغ جوانغ-سون، بينما يشارك الممثل ما دونغ سوك كمنتج وكاتب مشارك.

### تصوير
بدأ التصوير الرئيسي في نهاية أكتوبر 2024.

## الإصدار
في 17 أبريل 2025، تم الإعلان عن أن هذا العمل سيتم بثه على قناة كي بي إس 2 يومي السبت والأحد في الساعة 10 مساءً. في 21 مايو 2025، أعلنت كي بي إس عن تشكية الدراما للنصف الثاني ومنها "الاثني عشر" وسيعرض فترة السبت والاحد في 23 أغسطس 2025، وسيبث الساعة 09:20 بتوقيت (KST).

## روابط خارجية
- الاثني عشر على موقع IMDb (الإنجليزية)
- الاثني عشر على موقع قاعدة بيانات الفيلم (الإنجليزية)
- الاثني عشر على هانسينما